# Kirchspielslandgemeinde Marne (bis 1934)
Die Kirchspielslandgemeinde Marne war eine Gemeinde im Kreis Süderdithmarschen (vom 1. Oktober 1932 bis zum 30. September 1933 Kreis Dithmarschen) in der preußischen Provinz Schleswig-Holstein.

## Geographie

### Fläche und Einwohnerzahl
Die Kirchspielslandgemeinde hatte am 16. Juni 1925 insgesamt 5088 Einwohner an 64 Wohnplätzen. Am 1. Oktober 1930 betrug ihre Fläche 73,85 km2.

### Nachbargemeinden
Nachbargemeinden waren im Uhrzeigersinn im Norden beginnend die Kirchspielslandgemeinden Barlt, Südermeldorf-Geest, Süderhastedt, Burg, Eddelak, Brunsbüttel sowie die Gemeinden Neufelderkoog (ab 1928) und Kronprinzenkoog (alle im Kreis Süderdithmarschen).

## Geschichte
Mit der Verordnung vom 22. September 1867 wurden in der preußischen Provinz Schleswig-Holstein die selbständigen Landgemeinden eingeführt. Anders als im übrigen Provinzgebiet gab es im Westen Schleswig-Holsteins, nämlich in Dithmarschen und im Kreis Husum, eine besondere Form der kommunalen Verwaltung. Diese wurde unangetastet übernommen. So wurden aus den Gebieten der Kirchspiele, in denen bereits weltliche Strukturen vorhanden waren, politische Gemeinden, die Kirchspielslandgemeinden.
Die in den Kirchspielslandgemeinden als "Untereinheit" vorhandenen Dorfschaften und Dorfgemeinden wurden am 1. April 1934 zu selbständigen Gemeinden/Landgemeinden. An diesem Tag wurde ebenfalls die Kirchspielslandgemeinde Marne aufgelöst. Es wurden an ihrer Stelle die Gemeinden Diekhusen, Fahrstedt, Helse-Helserdeich-Dahrenwurth, Kannemoor, Kattrepel, Marnerdeich, Marner Neuenkoogsdeich, Norderwisch, Ramhusen, Rösthusen, Sankt Michaelisdonn, Schmedeswurth, Süderwisch, Trennewurth-Trennewurtherdeich und Volsemenhusen neu gebildet.
Die Stadt Marne war bereits anlässlich ihrer Stadtwerdung am 1. Oktober 1891 aus der Kirchspielslandgemeinde ausgeschieden.